# Alejandro Linares Cantillo
Alejandro Linares Cantillo (Bogotá, 8 de octubre de 1959) es una abogado colombiano. Fue viceministro de Agricultura de Colombia y vicepresidente jurídico de Ecopetrol. Fue elegido como Magistrado para la Corte Constitucional de Colombia entre 2015-2023.

## Biografía

### Trayectoria Pública
Fue asesor de la Presidencia de la República en materia de política social, viceministro de Agricultura y ministro plenipotenciario de la Embajada de Colombia en París en el gobierno de Virgilio Barco Vargas. Trabajó como jefe de la Unidad Especial de Inversión Extranjera del Departamento Nacional de Planeación y fue responsable de redactar la reforma estructural al régimen de inversiones internacionales en el año 1991 con el gobierno de César Gaviria Trujillo. También se desempeñó como Vicepresidente Jurídico de IBM de Colombia y Director Jurídico de la división legal de Crédito Público del Ministerio de Hacienda.
Ha sido docente en las Universidades de Los Andes, Colegio Mayor de Nuestra Señora del Rosario y del Norte en Barranquilla. 
Asesor de diversos grupos empresariales y multinacionales; miembro de junta directiva de entidades del sector real y financiero; árbitro de la lista de la Cámara de Comercio de Bogotá y miembro del International Bar Association y la sección del International Law & Practice del American Bar Association.

## Publicaciones
- “Colombia” en International Protection of Foreign Investment, Yorkhill Law Publishers, 2011.
- “Titularización en los Mercados de Capitales Internacionales”, en colaboración con Jaime Robledo

Vásquez, Gerencia Financiera Experiencias y Oportunidades de la Banca de Inversión, abril de 2000.
- “E-Commerce Law in Colombia”, Managing Intellectual Property, March 2000.
- La Reforma al artículo 58 de la Carta, “Internacionalizar la Protección : una forma de estimular la

inversión extranjera”, Ámbito Jurídico, Año 2, Número 8, marzo de 2000.
- “La participación privada en proyectos de infraestructura y servicios públicos en Colombia”, Revista

de Derecho Privado No. 21, Vol. XII, Feb. 98, p.p. 59 - 96.
- “The Regulatory Environment for Infrastructure Development”, Latin Finance, March 1998.
- “Project Finance in Colombia”, International Financial Law Review, Special Supplement January

1998, p. 18-20.
- “Private sector utilities in Colombia : The government’s role”, Global Utilities, Finance Report 1998,

p. 47-49.
- “Tratamiento, protección y garantía de las inversiones internacionales en el derecho económico

colombiano”, Revista de Derecho Privado No. 17, Vol. IX, Dic. 95, pp. 125-155.
- “The Colombian derivatives market”, The Paribas Derivatives Handbook 1995-1996, en

colaboración con Gonzalo Alvarez Mera, pp. 48-57.
- “The Legal Year in Review-Colombia”, CLA, pp. 108-109, 1995.